# 산가촌 (사이타마현)
산가촌(三箇村)은 사이타마현의 동부, 미나미사이타마군에 속했던 촌이다. 현재의 구키시에 해당한다.

## 역사
- 1889년 4월 1일 - 정촌제 시행에 의해 미나미사이타마군 산가촌이 성립하였다.
- 1954년 9월 1일 - 시노즈촌, 히카쓰촌, 오바야시촌, 오야마촌의 일부와 합병해 새로운 쇼부정이 성립해, 동일 산가촌은 폐지되었다.